# Hamburg-Altona vasútállomás
Hamburg-Altona vasútállomás (németül Bahnhof Hamburg-Altona, 1938-ig: Altona Hauptbahnhof, köznyelvben Altonaer Bahnhof) egyike Németország legnagyobb vasúti fejpályaudvarainak. Ez Hamburg második legforgalmasabb állomása a Főpályaudvar után. Naponta több mint 138 000 utas fordul meg itt. Az állomás 12 vágányos. Naponta több száz vonat indul innen Németország különböző részeibe, továbbá Európa nagyvárosaiba, közöttük Budapestre. A német vasútállomás-kategória első osztályába tartozik, ebben a kategóriában 20 német főpályaudvar található, jellemzően a legnagyobbak és legfontosabbak.
A Neue Mitte Altona projekt részeként a távolsági és regionális vasútállomás helyébe a jelenlegi Diebsteich S-Bahn állomáson egy új távolsági állomás épül. Az Altona pályaudvaron csak az S-Bahn állomás marad.

## Járatok

### Távolsági járatok
| Járat  | Útvonal | Ütem             |
| ------ | --- | ---------------- |
| ICE 20 | (Kiel Hbf–) Hamburg Hbf–Hannover Hbf–Kassel-Wilhelmshöhe–Frankfurt (Main) Hbf– Mannheim Hbf–Karlsruhe Hbf–Freiburg (Breisgau) Hbf–Basel SBB (–Zürich HB–Interlaken Ost) | kétóránként      |
| ICE 22 | (Kiel Hbf–) Hamburg Hbf–Hannover Hbf–Kassel-Wilhelmshöhe–Frankfurt (Main) Hbf–Frankfurt (Main) Flughafen Fernbf– Mannheim Hbf (–Heidelberg Hbf) –Stuttgart Hbf          | kétóránként      |
| ICE 28 | Hamburg Hbf–Berlin Hbf–Leipzig Hbf–Jena–Nürnberg Hbf–München Hbf (-Kufstein-Innsbruck Hbf)                                                                              | óránként         |
| IC 27  | (Westerland (Sylt)–Hamburg Hbf–) Berlin Hbf–Dresden Hbf–Prag Hbf–Brno                                                                                                   | bizonyos vonatok |
| IC 30  | Hamburg Hbf–Münster (Westf) Hbf–Dortmund Hbf–Essen Hbf–Duisburg Hbf–Düsseldorf Hbf– Köln Hbf–Bonn Hbf–Mainz Hbf–Mannheim Hbf–Stuttgart Hbf                              | kétóránként      |
| IC 31  | (Kiel Hbf–) Hamburg Hbf–Münster (Westf) Hbf–Dortmund Hbf–Köln Hbf–Mainz Hbf–Frankfurt (Main) Hbf (–Würzburg Hbf–Nürnberg Hbf–Regensburg Hbf–Straubing–Passau Hbf)       | kétóránként      |
| EC 173 | Hamburg-Altona–Hamburg–Berlin–Drezda–Prága–Pozsony—Szob–Budapest-Nyugati                                                                                                | Napi 1           |
| EC 99  | |                  |

### Regionális járatok
| Járat | Útvonal                                                    | Vonalszám (KBS) | Üzemeltető                 |
| ----- | ---------------------------------------------------------- | --------------- | -------------------------- |
| R 70  | Neumünster/Itzehoe–Elmshorn–Altona                         | 103             | DB Regio                   |
| R 60  | Westerland–Husum–Heide (Holstein)–Itzehoe-Elmshorn––Altona | 130             | Nord-Ostsee-Bahn, DB Regio |
| R 70  | Flensburg/Kiel–Neumünster–Elmshorn–Altona                  | 131             | DB Regio                   |

### S-Bahn
| Járat | Útvonal |
| ----- | --- |
|       | Wedel – Rissen – Sülldorf – Iserbrook – Blankenese – Hochkamp – Klein Flottbek (Botanischer Garten) – Othmarschen – Bahrenfeld – Altona – Königstraße – Reeperbahn – Landungsbrücken – Stadthausbrücke – Jungfernstieg – Hauptbahnhof – Berliner Tor – Landwehr – Hasselbrook – Wandsbeker Chaussee – Friedrichsberg – Barmbek – Alte Wöhr (Stadtpark) – Rübenkamp (City Nord) – Ohlsdorf \| – Hamburg Airport (Flughafen) \| – Kornweg (Klein Borstel) – Hoheneichen – Wellingsbüttel – Poppenbüttel |
|       | Blankenese – Hochkamp – Klein Flottbek (Botanischer Garten) – Othmarschen – Bahrenfeld – Altona – Holstenstraße – Sternschanze – Dammtor – Hauptbahnhof – Berliner Tor – Landwehr – Hasselbrook – Wandsbeker Chaussee – Friedrichsberg – Barmbek – Alte Wöhr (Stadtpark) – Rübenkamp (City Nord) – Ohlsdorf – Kornweg (Klein Borstel) – Hoheneichen – Wellingsbüttel – Poppenbüttel |
|       | Altona – Königstraße – Reeperbahn – Landungsbrücken – Stadthausbrücke – Jungfernstieg – Hauptbahnhof – Rothenburgsort – Tiefstack – Billwerder – Moorfleet – Mittlerer Landweg – Allermöhe – Bergedorf |
|       | Pinneberg – Thesdorf – Halstenbek – Krupunder – Elbgaustraße – Eidelstedt – Stellingen – Langenfelde – Diebsteich – Altona – Königstraße – Reeperbahn – Landungsbrücken – Stadthausbrücke – Jungfernstieg – Hauptbahnhof – Hammerbrook (City Süd) – Veddel (BallinStadt) – Wilhelmsburg – Harburg – Harburg Rathaus – Heimfeld – Neuwiedenthal – Neugraben – Fischbek – Neu Wulmstorf – Buxtehude – Neukloster – Horneburg – Dollern – Agathenburg – Stade                                            |
|       | Altona – Holstenstraße – Sternschanze – Dammtor – Hauptbahnhof \| – Hammerbrook (City Süd) – Veddel (BallinStadt) – Wilhelmsburg – Harburg – Harburg Rathaus – Heimfeld – Neuwiedenthal – Neugraben \| – Berliner Tor |

## Vasútvonalak
- Verbindungsbahn (Hamburg) (km 293,2)
- Hamburg-Altona–Kiel-vasútvonal (km 0,7)
- Altona-Blankeneser Eisenbahn (km 1,0)
- City-S-Bahn Hamburg (km 5,9)